# Orges (Vaud)
Pour les articles homonymes, voir Orges.
Orges est une commune suisse du canton de Vaud, située dans le district du Jura-Nord vaudois.

## Population

### Gentilé et surnom
Les habitants de la commune se nomment les Orgelais.
Ils sont surnommés lè Patte-rodze (les Pattes-Rouges en patois vaudois, parce que les habitants portaient des blouses rouges lors des manifestations),.